# بلعيد عبريكا
بلعيد ابريكة من (مواليد 10 ديسمبر 1969 بـ تيزي وزو). هو ناشط سياسي أمازيغي جزائري.

## مؤهلاته العلمية والمعرفية
متحصل على شهادة الماجستير في الاقتصاد من جامعة مولود معمري وعمل أستاذا مساعدا فيها

## مواقفه السياسية
بعد الربيع الأمازيغي في 2001 برز اسمه كأحد قيادات القضية الأمازيغية ورئيس ما يعرف ب حركة المواطنة المعروفة بالعروش وقد قام باتفاق تاريخي مع السلطة في ما عرف بأرضية القصر التي جاءت بسحب الجيش من المنطقة وترسيم الأمازيغية كلغة رسمية إلى جانب العربية.

## تراجع شعبيته
تراجعت شعبيته بعد أن اتهم ببيع القضية البربرية إلى النظام وهذا ما ينفيه بشدة ويستنكره دائما

## اعتقاله ومحاكمته
اعتقلته السلطات عدة مرات بسبب اعتدائه على رجال الأمن والشرطة وأفرج عنه تجنبا للمشاكل المترتبة عن حبسه